# Paweł Jan Sapieha

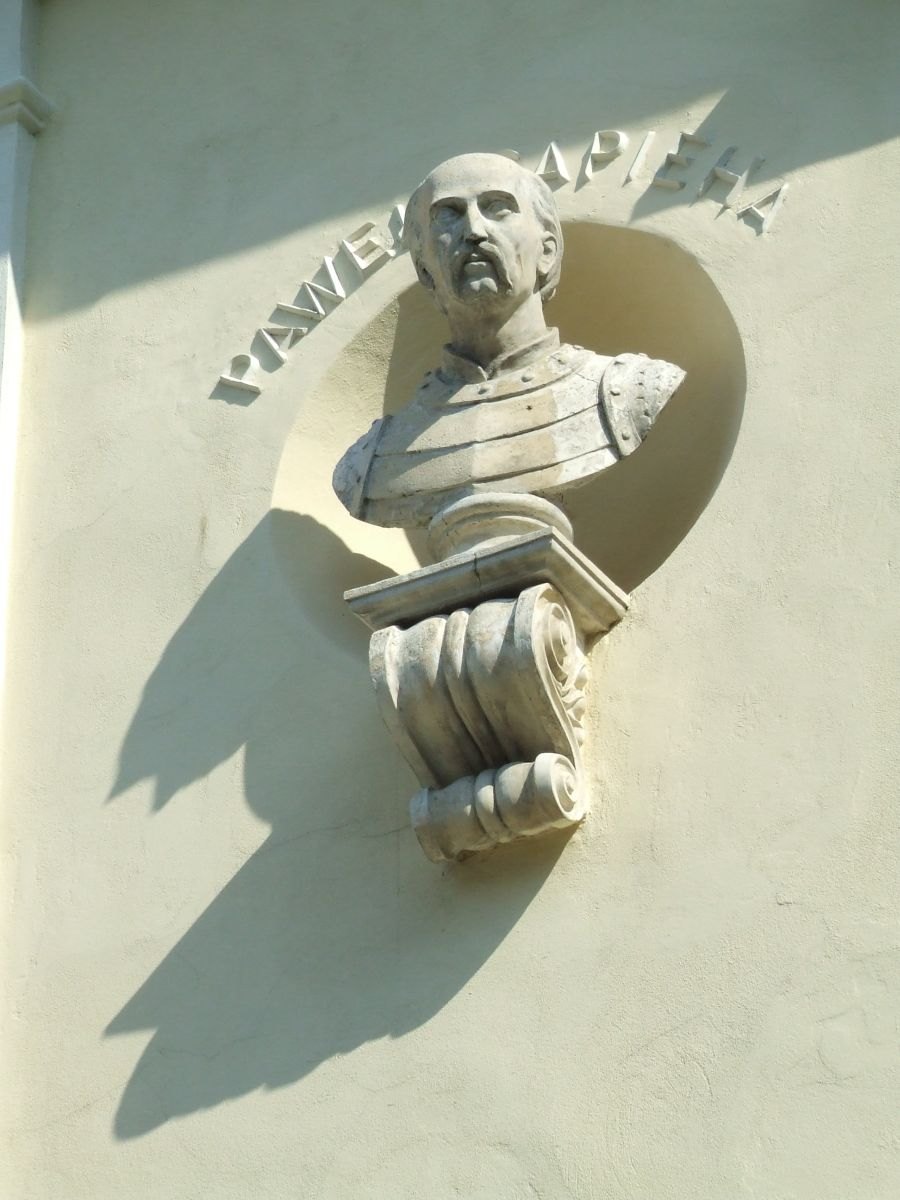
Popiersie na Pałacu Ursynowskim

Paweł Jan Sapieha herbu Lis (ur. w 1609, zm. 30 grudnia 1665) – hetman wielki litewski i wojewoda wileński od 1656, wojewoda witebski od 1646, podstoli wielki litewski od 1645, oboźny wielki litewski od 1638, ekonom szawelski w latach 1657-1660, ekonom kobryński w latach 1657-1665.

## Życiorys

### Pochodzenie i lata młodzieńcze
Był synem Jana Piotra. Po śmierci ojca wychowywała go matka, a po jej śmierci pozostawał pod opieką prawną brata Andrzeja Stanisława. Z powodów braków finansowych nie ukończył gimnazjum w Braniewie, które to niedostatki w edukacji znalazły wyraz w jego pismach – do śmierci pisał zarówno po polsku, jak i po łacinie z dużą ilością błędów. W 1625 roku wyzwolił się spod kurateli braterskiej, dostawszy się pod opiekę potężnego dalszego kuzyna ojca, Lwa.

### Początek kariery
W roku 1632 posłował na sejm konwokacyjny z województwa kijowskiego. 20 listopada tegoż roku otrzymał list przypowiedni na chorągiew husarską. W 1633 roku brał udział w walkach pod Smoleńskiem pod dowództwem Krzysztofa Radziwiłła. 22 marca 1634 roku został ciężko ranny podczas wybuchu min przy oblężeniu twierdzy Biała.
W 1635 roku został dworzaninem królewskim. Dzięki wsparciu królowej Cecylii Renaty dla rodu Sapiehów 14 lutego 1638 roku objął urząd oboźnego litewskiego. W 1640 roku uzyskał starostwo rosławskie w zamian za poparcie kuzyna, Kazimierza Leona podczas rozruchów w Wilnie na tle wyznaniowym. Poseł na sejm 1640 roku, sejm 1641 roku, sejm 1646 roku.  20 kwietnia 1645 roku uzyskał podstolstwo litewskie, a 18 października 1646 roku – urząd wojewody witebskiego. Posłował na sejm 1647, gdzie wybrano go do Trybunału Skarbowego na rok 1648.
Był członkiem konfederacji generalnej zawiązanej 31 lipca 1648 roku. Podczas elekcji roku 1648 wypowiedział się za jak najszybszym rozpoczęciem działań przeciwko Chmielnickiemu i oddaniu całej władzy wojskowej Jeremiemu Wiśniowieckiemu, bez mianowania go hetmanem. Został wybrany na sędziego kapturowego z Litwy.  Był elektorem Jana II Kazimierza w 1648 roku z województwa witebskiego, podpisał jego pacta conventa. W 1649 roku posłował na sejm koronacyjny w Krakowie, gdzie został ponownie wybrany do Trybunału Skarbowego. W tymże roku został marszałkiem Trybunału Głównego Wielkiego Księstwa Litewskiego. Na przełomie 1649 i 1650 brał udział w pracach dotyczących reorganizacji granicy pomiędzy województwami lubelskim i podlaskim. Na sejmie 1650 wybrany po raz trzeci do Trybunału Skarbowego. Od roku 1651 brał udział w wojnie z Kozakami. W bitwie pod Beresteczkiem dowodził chorągwią Kazimierza Leona Sapiehy. Nie brał udziału bitwie pod Batohem, prawdopodobnie znajdując się w obozie hetmana Stanisława Lanckorońskiego. Pod koniec tego roku został wybrany ponownie do Trybunału Skarbowego.
W sierpniu 1653 roku został mianowany wojewodą smoleńskim, jednak nie przyjął nominacji, nie chcąc brać odpowiedzialności za twierdzę smoleńską zagrożoną przez Rosję. W II połowie 1654 roku tworzył prywatne oddziały za pieniądze Kazimierza Leona Sapiehy, które miały być użyte przeciwko Chmielnickiemu. Skłóceni z hetmanem Januszem Radziwiłłem Sapiehowie nie połączyli swoich oddziałów z wojskiem litewskim, walcząc z powstaniem na własną rękę. Na sejmie 1655 roku wyznaczony z Senatu komisarzem do zapłaty wojsku Wielkiego Księstwa Litewskiego.

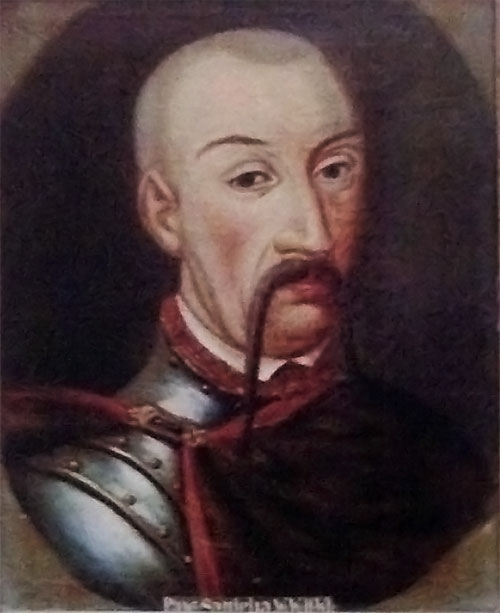
Paweł Jan Sapieha (XIX w.)

### Czasy potopu szwedzkiego
Do połowy 1655 roku liczył na porozumienie ze Szwecją jako koalicji antyrosyjskiej, lecz mimo starań Magnusa de la Gardie nie przyjął później protekcji szwedzkiej. W 1655 roku po najeździe Szwedów na Rzeczpospolitą i przejściu hetmana wielkiego litewskiego Janusza Radziwiłła na ich stronę, stanął na czele szlachty i części armii litewskiej wiernej Janowi Kazimierzowi. Mimo ponaglających listów Jana Kazimierza pozostał przez większą część jesieni 1655 roku bierny, zbierając siły. Status quo przerwała wyprawa wojewody rosyjskiego, Urusowa, którego wojska mimo początkowych niepowodzeń pokonały armię Sapiehy (bitwa pod Wierzchowicami). Spowodowało to przyjęcie pod koniec listopada, pod wpływem wojska, protekcji Karola Gustawa. Pomimo tego prowadził dalsze rozmowy z hetmanami koronnymi, przystępując do konfederacji tyszowieckiej. W styczniu 1656 r. zmarł Kazimierz Leon Sapieha i Paweł Sapieha stał się nowym niekwestionowanym przywódcą obozu antyradziwiłłowskiego, który po śmierci swego opiekuna przejął także jego dobra ziemskie, co dawało mu również podstawę finansową do dalszych działań.
Posłowie Pawła Jana spotkali się w styczniu 1656 roku z Janem Kazimierzem w Łańcucie, deklarując wierność królowi. Dalsze działania prowadził na własną rękę, nieco ospale, oczekując na realne profity poparcia Jana Kazimierza. Na początku marca otrzymał buławę wielką litewską i województwo wileńskie, co spowodowało znaczne ożywienie dalszych działań wojskowych. 12 marca rozbił pod Janowem Podlaskim wojska Bogusława Radziwiłła, po czym pośpieszył do wideł Sanu, gdzie znajdowały się w pułapce wojska Karola Gustawa. Nie udało mu się utrzymać blokady, a 4 kwietnia wojska szwedzkie przeszły przez San poniżej planowanej przeprawy i pobiły wojska litewskie. 12 kwietnia zajął Lublin, po czym 24 kwietnia stanął pod Warszawą. Ze względu na brak piechoty i artylerii nie mógł realnie zagrozić twierdzy, ograniczył się więc do blokowania miasta do czasu nadejścia króla 30 czerwca. Po przybyciu król zaczął forsować politykę rozdziału armii litewskiej pomiędzy obu hetmanów, wyraźnie faworyzując przy tym hetmana polnego, Wincentego Gosiewskiego, co spowodowało ochłodzenie stosunków z Pawłem Janem. Mimo to hetman brał udział w kilku większych bitwach około warszawskich, m.in. na Pradze i dzisiejszej Saskiej Kępie. Po bitwie odszedł do Brześcia Litewskiego, wysyłając stamtąd poselstwo do króla w obronie swoich prerogatyw nad hetmanem Gosiewskim. Pod koniec roku częścią wojsk wspomógł wyprawę Gosiewskiego do Prus. Wspomagał finansowo delegację wysłaną przez Rzeczpospolitą na rokowania z Carstwem Rosyjskim. Jan Sapieha wyłożył też w 1657 roku znaczne prywatne środki na oblężenie obsadzonej przez Szwedów twierdzy w Tykocinie.

### Konflikt z królem
Na początku 1657 roku sytuacja pomiędzy Pawłem Janem a Gosiewskim zaogniła się. Po zdobyciu 27 stycznia Tykocina wojsko sapieżyńskie zawiązało konfederację przeciwko królowi, domagając się zapłaty zaległego żołdu, a także pełnych prerogatyw hetmana wielkiego. Jan Kazimierz załagodził sytuacje, oddając Pawłowi Janowi w zarząd ekonomię szawelską, co doprowadziło do zawieszenia konfederacji, po czym w miesiąc później uniezależnił od siebie wojska obu hetmanów. Na wieść o wydzieleniu korpusu Gosiewskiego z wojsk litewskich Paweł Jan rozpoczął negocjacje w sprawie separatystycznego pokoju z elektorem Fryderykiem Wilhelmem. Jan Kazimierz usiłował w drugiej połowie marca bezskutecznie wymóc na Pawle Janie zgodę na rozdział wojsk litewskich, co doprowadziło do chwilowego wycofania się samego hetmana z działań wojennych. Jedyne akcje podejmował na jego rozkaz i jego siłami młodszy kuzyn, pułkownik Krzysztof Sapieha. W listopadzie zwołał w Brześciu konwokację litewską, na której senatorzy i szlachta wyraźnie wypowiedzieli się przeciwko królewskiej polityce wobec Litwy. W marcu 1658 roku na wyraźny rozkaz króla przybył do Warszawy na tzw. „zjazd warszawski”, gdzie za cenę ugody z Gosiewskim uzyskał obietnicę uregulowania spraw finansowych z wojskiem litewskim do 9 listopada 1658 roku. Był gorącym zwolennikiem rokowań pokojowych z Moskwą, nie zważając na postawę czołowych polityków koronnych. Jego intencje jednak zostały odczytane przez cara jako próbę zerwania unii polsko-litewskiej, przysyłając Pawłowi Janowi poselstwo z podobną propozycją.
W drugiej połowie 1658 roku zaznaczył się po raz pierwszy rozdział pomiędzy dworem królewskim, kierującym swoją politykę w kierunku dworu francuskiego, a Pawłem Janem, widzącym przyszłość w kontaktach z dworem cesarskim w Wiedniu. Na sejmie 1658 roku nie otrzymał pełnej rekompensaty za wydatki poniesione na wojsko w 1655 roku – z ponad 1 mln zł zwrócono mu jedynie 593 809 zł. Na rozkaz królewski wziął jesienią udział w wyprawie na wojska moskiewskie. Mimo próśb Pawła Jana o chwilowe wstrzymanie działań hetman Gosiewski sam zaatakował wojska moskiewskie, ponosząc klęskę w bitwie pod Werkami i dostając się do niewoli. Paweł Jan usiłował odbić Gosiewskiego, dzieląc swoje wojska na dwie części, jedną pod własnym dowództwem, drugą pod dowództwem Samuela Kmicica. Działania te jednak nie przyniosły skutku, a Paweł Jan został oskarżony przez króla o spowodowanie klęski Gosiewskiego, co spowodowało dalsze ochłodzenie kontaktów z dworem. Mimo iż niezawiniona, niewola ta była na rękę Pawłowi Janowi ze względu na możliwość podporządkowania sobie całego wojska litewskiego. Król nie ugiął się i wyznaczył na miejsce Gosiewskiego jako dowódcę tzw. lewego skrzydła armii litewskiej Samuela Komorowskiego. Paweł Jan zażądał 730 tys. zł. jako dodatkową rekompensatę za poniesione w wojnie koszty i zagroził niepodpisaniem ugody hadziackiej. Spór zakończył się zwycięstwem Pawła Jana – pieniądze zostały mu zwrócone, a Jan Kazimierz po raz pierwszy zauważył, jak silna jest opozycja sapieżyńska na Litwie. Mimo to Paweł Jan wysłał posłów do Wiednia, proponując poparcie kandydata z dynastii Habsburgów na tron Polski.
Był jednym z nielicznych zwolenników toczenia wojny tylko na jednym froncie – tj. zawarcia rozejmu z Moskwą, zakończenia wojny szwedzkiej i dopiero wtedy zwrócenia całych sił przeciwko Moskwie. W maju 1659 roku zrezygnował z dowództwa, powołując się na zły stan zdrowia, a w rzeczywistości przeciwstawiając się polityce królewskiej.
Był deputatem z Senatu na Trybunał Skarbowy Wielkiego Księstwa Litewskiego w 1659 roku.
Na przełomie 1659/1660 miał jako wódz naczelny przeciwstawić się ofensywie kniazia Iwana Andrzejewicza Chowańskiego. W kampanii tej ujawniły się wszystkie wady Pawła Jana jako wodza – nie tylko nie potrafił skutecznie zorganizować obrony, pozwalając na znoszenie kolejnych rozproszonych oddziałów przez Moskali, ale i nie wykazał większej inicjatywy poza próbami ściągnięcia ze Żmudzi i Korony sił uwikłanych w wojnę szwedzką. Jan Kazimierz obarczył go całkowitą winą za niepowodzenia tej wyprawy i oddał całkowitą władzę nad wojskiem litewskim Aleksandrowi Połubińskiemu. W kwietniu 1660 roku za poleceniem Pawła Jana zawiązała się konfederacja wojskowa pod laską Samuela Kmicica, mająca skłonić dwór do zajęcia się sprawami Litwy. Konfederacja została zamknięta pod koniec maja w zamian za przywrócenie Pawłowi Janowi dowództwa. W czerwcu 1660 roku wyruszył ponownie na Moskwę wraz z dywizją koronną Stefana Czarnieckiego. Obaj wodzowie najpierw rozgromili armię Chowańskiego w bitwie pod Połonką, a potem wyzwolili znaczną część Białorusi i po połączeniu z dywizją lewego skrzydła Paca stoczyli nierozstrzygniętą bitwę nad Basią z armią ks. Dołgorukowa. Dalsze postępy nielicznych, zmęczonych i nieopłacanych od dłuższego czasu wojsk skłaniały Pawła Jana do zaprzestania działań, co doprowadziło do konfliktu z Czarnieckim, który chciał kontynuować marsz, podporządkowując się rozkazom Jana Kazimierza. W styczniu 1661 roku Paweł Jan, odwołany z frontu miał na rozkaz króla zająć Wilno, lecz nie udało mu się to.
Na sejmie 1661 roku zdał relację z wszystkich swoich działań wojennych, przywożąc m.in. 120 zdobycznych chorągwi nieprzyjacielskich. W 1661 roku otrzymał przez podkanclerzego litewskiego ze skarbu francuskiego 6000 liwrów. Chwilowo zbliżył się wtedy Paweł Jan do dworu, popierając elekcję kandydata francuskiego vivente rege. W związku z osłabieniem pozycji w buntującym się wojsku litewskim, oraz dalszej niechęci, mimo prób zbliżenia, króla, Paweł Jan rozpoczął negocjację z Jerzym Lubomirskim, jako gwarantem wolności szlacheckich. Nieustanne wrzenie w armii litewskiej doprowadziło do zamordowania w listopadzie 1662 roku marszałka związku litewskiego, Krzysztofa Żeromskiego i hetmana Gosiewskiego, za co winą obarczono Pawła Jana. Nie udało mu się uzyskać wakującej buławy polnej litewskiej dla swojego stronnictwa. Mimo to prowadził rozmowy ze zbuntowanym wojskiem litewskim, doprowadzając do rozwiązania konfederacji w sierpniu 1663 roku. Brał udział w kampanii zimowej 1663/1664 przeciwko Moskwie, wobec jednak jej miernych postępów zdał dowództwo nowemu hetmanowi polnemu, Michałowi Kazimierzowi Pacowi. Latem 1664 roku chciał zwołać pospolite ruszenie litewskie, jako narzędzie do skłonienia Jana Kazimierza do zawarcia rozejmu z Moskwą. Brał udział w sejmie 1665, nie akceptując wyroku na Jerzym Lubomirskim, nie zgodził się też na wykorzystanie przeciwko niemu wojsk litewskich. Przez cały rok 1665 prowadził politykę dworską, to popierając elekcję vivente rege, to stając wobec niej w opozycji. Paweł Jan usiłował przez ten czas uzyskać beneficja dla swojej rodziny, Jan Kazimierz natomiast dążył do chwilowego wykorzystania wpływów Pawła Jana na Litwie, by po elekcji przy poparciu rodziny Paców wpływy te osłabić. Śmierć Pawła Jana była dla dworu Jana Kazimierza wielką ulgą.
Zmarł w Różanej po długiej chorobie 30 grudnia 1665 roku.
Dwukrotnie żonaty, był ojcem Kazimierza Jana, Benedykta Pawła, Franciszka Stefana i Leona Bazylego.
Pan Sapieha, jak mówiono w ówczesnej Rzeczypospolitej, „zastawił kontusz i sprzedał ostatnią srebrną łyżkę”.
Dzięki nadaniom królewskim, oraz przejęciem spuścizny po Kazimierzu Leonie Sapieże, synu kanclerza Lwa Sapiehy położył podwaliny pod dominację rodu Sapiehów na Litwie pod koniec XVII wieku.

## PotopHenryka Sienkiewicza
Postać Pawła Jana została ukazana w Potopie w sposób wyidealizowany, z zupełnym pominięciem animozji z hetmanem polnym Gosiewskim. Nie ujęto także rzeczywistych uczuć Jana Kazimierza do Pawła Jana. Sapieha został wykreowany w powieści na bohatera bez skazy, chociaż jeszcze przez półtora miesiąca po układzie w Kiejdanach planował zwrócić się do Karola Gustawa o protekcję. Zrezygnował z tej opcji dopiero po dokładnym namyśle i przeanalizowaniu swoich interesów. W powieści Paweł Jan jest także aktywnym założycielem konfederacji tyszowieckiej.

## Varia
Na pamiątkę wyzwolenia Lublina spod okupacji szwedzkiej 12 kwietnia 1656 roku jedna z ulic Lublina nosi jego imię (opisana jako ul. Jana Sapiehy).